# Pikelinia tambilloi
Espèce
Synonymes
- Filistata tambilloi Mello-Leitão, 1941
- Pikelinia toba Ramírez & Grismado, 1997

Pikelinia tambilloi est une espèce d'araignées aranéomorphes de la famille des Filistatidae.

## Distribution
Cette espèce est endémique d'Argentine. Elle se rencontre dans les provinces de La Rioja, de Santiago del Estero et de Córdoba.

## Description
Le mâle décrit par Grismado et Ramírez en 2006 mesure 3,00 mm et la femelle décrite par Ramírez et Grismado en 1997 mesure 3,40 mm.

## Publication originale
- Mello-Leitão, 1941 : Las arañas de Córdoba, La Rioja, Catamarca, Tucumán, Salta y Jujuy colectadas por los Profesores Birabén. Revista del Museo de La Plata (N.S., Zoología), vol. 2, p. 99-198.